# Pissen (Rodden)
Pissen ist ein Ortsteil der Ortschaft Rodden der Stadt Leuna im Saalekreis in Sachsen-Anhalt.

## Ortsname
Der Ursprung des Ortsnamens liegt beim altsorbischen Begriff pšeno, was Hirse oder Weizen bedeutet. Das deutet auf einen besonders fruchtbaren Boden hin.

## Lage
Durch den Ort verläuft die L 185 und östlich des Ortes die A 9. Nordöstlich liegt der Ort Rodden und westlich der Ort Witzschersdorf.

## Geschichte
Pissen wurde 1206 erstmals urkundlich erwähnt. Die Besiedlungsspuren deuten aber auf ein älteres Rundlingsdorf der Wenden hin. Die Kirche des Ortes soll im 10. Jahrhundert errichtet wurden sein und gilt als eine der ersten christlichen Kirchen der Region. Im 16. Jahrhundert wurde ein Schulgebäude im Ort erwähnt. Während des Dreißigjährigen Kriegs wurde der Ort zu großen Teilen verwüstet.
1734 entstand ein neues Pfarrhaus. Der Turm der Kirche musste zwecks zahlreicher Reparaturen von 1753 bis 1755 abgetragen werden und wurde nach deren Beendigung wieder errichtet. 1823 erhielt der Ort ein neues Schulgebäude. Am 1. Juli 1950 wurde Pissen nach Rodden eingemeindet. Der Schulbetrieb wurde nach der Fertigstellung der Zentralschule in Kötzschau in Pissen im Jahr 1952 eingestellt und eine Kindertagesstätte zog in das Gebäude ein, diese wurde 1976 geschlossen.
Seit dem 1. Januar 2010 gehört Pissen zusammen mit Rodden zur Stadt Leuna.

## Sehenswürdigkeiten
Zu den Sehenswürdigkeiten des Ortes gehört die Dorfkirche, welche unter Denkmalschutz steht.